# Lisa Della Casa
Lisa Della Casa (Burgdorf, 2 febbraio 1919 – Münsterlingen, 10 dicembre 2012) è stata un soprano svizzero.

## Biografia
Nata da padre svizzero e madre bavarese, studiò al conservatorio di Berna e in seguito con Margarete Häser a Zurigo, debuttando come Cio-Cio-San a Solothurn-Biel nel 1941 e iniziando quindi l'attività per lo Stadttheater di Zurigo in svariati ruoli, tra cui Pamina ne Il flauto magico e Gilda in Rigoletto.
Nel 1947 fu invitata per la prima volta a Salisburgo, dove interpretò Zdenka e Arabella e dove ritornò l'estate seguente per eseguire il ruolo della Contessa in Capriccio. Nel 1949 fu la "Giovane donna" nella prima di Die schwarze Spinne di Willy Burkhard. Nel 1950 a Monaco di Baviera cantò ancora Arabella, che fu il ruolo preferito,  e nel 1951 debuttò al Glyndebourne Festival Opera come Contessa ne Le nozze di Figaro.
Concentrando il repertorio soprattutto su opere di Strauss e Mozart, si esibì poi con grande successo in tutti i principali teatri europei, tra cui la Staatsoper di Vienna e il Festival di Bayreuth, dove apparve nel 1952 come Eva ne I maestri cantori di Norimberga. Nello stesso anno, diretta da Herbert von Karajan, fu Marcellina in Fidelio e Sophie in Der Rosenkavalier al Teatro alla Scala di Milano. Fu apprezzata in particolare come interprete mozartiana: è rimasta celebre, fra le tante, la sua Donna Elvira  al Festival di Salisburgo del 1954 con la direzione di Wilhelm Furtwängler. Dal 1953 al 1968 fu impegnata al Metropolitan Opera di New York, debuttandovi come Contessa di Almaviva. Nel 1961 fu ancora a Monaco, riscuotendo notevole successo nell'insolito ruolo di Salomè.
Destando una certa sorpresa, in considerazione della ancor valida forma vocale, terminò la carriera nel 1973. Scomparve all'età di 93 anni nella sua casa di Münsterlingen sul Lago Bodanico, nel cantone svizzero di Turgovia..

## Repertorio
| Ruolo                           | Titolo                          | Autore           |
| ------------------------------- | ------------------------------- | ---------------- |
| Marzelline                      | Fidelio                         | Beethoven        |
| Serena                          | Porgy e Bess                    | Gershwin         |
| Euridice                        | Orfeo ed Euridice               | Gluck            |
| Agrippina                       | Agrippina                       | Händel           |
| Cleopatra                       | Giulio Cesare                   | Händel           |
| Ursula                          | Mattia il pittore               | Hindemith        |
| Sonja                           | Lo zarewitsch                   | Lehár            |
| Lisa                            | Il paese del sorriso            | Lehár            |
| Hanna Glawari                   | La vedova allegra               | Lehár            |
| Nedda                           | Pagliacci                       | Leoncavallo      |
| Ilia                            | Idomeneo                        | Mozart           |
| Contessa d'Almaviva             | Le nozze di Figaro              | Mozart           |
| Donna Anna Donna Elvira         | Don Giovanni                    | Mozart           |
| Dorabella Fiordiligi            | Così fan tutte                  | Mozart           |
| Pamina Regina della Notte       | Il flauto magico                | Mozart           |
| Frau Fluth                      | Le allegre comari di Windsor    | Nicolai          |
| Métella                         | La vie parisienne               | Offenbach        |
| Mimì                            | La bohème                       | Puccini          |
| Floria Tosca                    | Tosca                           | Puccini          |
| Cio-Cio-San                     | Madama Butterfly                | Puccini          |
| Saffi                           | Lo zingaro barone               | Strauss, Johann  |
| Salomè                          | Salomè                          | Strauss, Richard |
| Crisotemi                       | Elettra                         | Strauss, Richard |
| Die Marschallin Octavian Sophie | Il cavaliere della rosa         | Strauss, Richard |
| Arianna                         | Arianna a Nasso                 | Strauss, Richard |
| Arabella Zdenka                 | Arabella                        | Strauss, Richard |
| La Contessa                     | Capriccio                       | Strauss, Richard |
| Gilda                           | Rigoletto                       | Verdi            |
| Desdemona                       | Otello                          | Verdi            |
| Elsa di Brabante                | Lohengrin                       | Wagner           |
| Eva                             | I maestri cantori di Norimberga | Wagner           |

## Discografia

### Incisioni in studio
- Don Giovanni, con Cesare Siepi, Fernando Corena, Suzanne Danco, Anton Dermota, dir. Josef Krips - 1955 Decca
- Così fan tutte, con Erich Kunz, Christa Ludwig, Emmy Loose, Anton Dermota, Paul Schoeffler, dir. Karl Böhm - 1955 Decca
- Le nozze di Figaro, con Cesare Siepi, Hilde Gueden, Alfred Poell, Suzanne Danco, dir. Erich Kleiber - 1955 Decca
- Arabella, con George London, Hilde Gueden, Otto Edelmann, Anton Dermota, dir. Georg Solti - 1957 Decca
- Orfeo ed Euridice, con Risë Stevens, Roberta Peters, dir. Pierre Monteux - 1957 RCA
- Le nozze di Figaro, con Giorgio Tozzi, Roberta Peters, George London, Rosalind Elias, dir. Erich Leinsdorf - 1958 RCA

### Registrazioni dal vivo
- Arabella (Zdenka), con Marie Reining, Hans Hotter, George Hann, dir. Karl Böhm - Salisburgo 1947 ed. Melodram/DG
- Il cavaliere della rosa (Sophie), con Sena Jurinac, Otto Edelman, Elisabeth Schwarzkopf, Erich Kunz, dir.  Herbert von Karajan - La Scala 1952 ed. Legato Classics
- Arianna a Nasso, con Hilde Gueden, Irmgard Seefried, Rudolf Schock, Alfred Poell, Rita Streich, Paul Schoeffler, dir. Karl Böhm - Salisburgo 1954 ed. Gala/DG
- Don Giovanni, con Cesare Siepi, Fernando Corena, Elisabeth Grummer, Leopold Simoneau, Rita Streich, dir. Dimitri Mitropoulos - Salisburgo 1956 ed. Myto//Sony
- Don Giovanni, con Cesare Siepi, Fernando Corena, Eleanor Steber, Jan Peerce, Roberta Peters, dir. Karl Böhm - Met 1957 ed. Melodram
- Elettra, con Inge Borkh, Jean Madeira, Kurt Boheme, Max Lorenz, dir. Dimitri Mitropoulos - Salisburgo 1957 ed. Orfeo/Opera D'Oro
- Arabella, con Dietrich Fischer-Dieskau, Anneliese Rothenberger, Otto Edelmann, Kurt Roesche, dir. Joseph Keilberth - Salisburgo 1958 ed. Lyric Distribution
- Le nozze di Figaro, con Giorgio Tozzi, Hilde Gueden, George London, dir. Erich Leinsdorf - Met 1958 ed. Opera Lovers
- Don Giovanni, con George London, Ezio Flagello, Eleanor Steber, Cesare Valletti, dir. Karl Bohm - Met 1959 ed. Opera Lovers
- Il cavaliere della rosa (Marschallin), con Sena Jurinac, Otto Edelman, Hilde Gueden, Erich Kunz, dir. Herbert von Karajan - Salisburgo 1960 ed. DG
- Arabella, con Dietrich Fischer-Dieskau, Anneliese Rothenberger, Karl Christian Kohn, Georg Paskuda, dir. Joseph Keilberth - Monaco 1963 ed. DG

### DVD
- Don Giovanni (film), con Cesare Siepi, Otto Edelmann, Elisabeth Grummer, Anton Dermota, Erna Berger, dir. Wilhelm Furtwängler-regia  Paul Czinner - 1954 Deutsche Grammophon
- Arabella, con Dietrich Fischer-Dieskau, Anneliese Rothenberger, Karl Christian Kohn, Georg Paskuda, dir. Joseph Keilberth - dal vivo Monaco 1960 ed. House of Opera